# Jevgenij Kafelnikov
Jevgenij Aleksandrovič Kafelnikov (rusko Евге́ний Алекса́ндрович Ка́фельников), ruski tenisač, * 18. februar 1974, Soči, Rusija.